# Zeno Pegorari
Zeno Pegorari (Castelnuovo Bocca d'Adda, seconda metà XV-prima metà XVI secolo) è un miniatore italiano.
Operò soprattutto per il vescovo di Lodi e signore di Monticelli d'Ongina (PC) Mons. Carlo Pallavicino, realizzando i corali miniati conservati a Busseto.
 In un documento dell'Archivio di Stato di Cremona scoperto nel luglio 2009 dal dott. Gianantonio Pisati, risulta ancora vivo il 4 dicembre 1504 quando partecipa, assieme ad una cinquantina di capifamiglia, alla nomina dei sindaci (rappresentanti) del Comune di Castelnuovo Bocca d'Adda per quell'anno. Nel documento viene indicato come "figlio del defunto Giovanni".